# Египетско-иракские отношения
Египетско-иракские отношения — двусторонние дипломатические отношения между Египтом и Ираком.

## История
В 1979 году Ирак был одним из инициаторов блокады Египта странами Арабского мира за заключение мирного договора с Израилем. В 1980-м году началась Ирано-иракская война, что повлекло за собой изменение внешнеполитических предпочтений Ирака. Саддам Хусейн принял решение восстановить отношения с Египтом и смягчил свою бескомпромиссную позицию в отношении Израиля. Ирано-иракская война сделала Египет ценным политическим союзником для Ирака. Египетские заводы производили боеприпасы и запасные части для вооружённых сил Ирака, а египетские рабочие компенсировали собой нехватку рабочей силы в Ираке, из-за того, что иракцы были массово мобилизованы в армию. Уже в 1984 году Ирак публично призвал к возвращению Египта в пан-арабские советы, а в 1987 году Багдад стал одним из инициаторов добавления Египта в Лигу арабских государств.
В 1991 году Египет присоединился к коалиции стран, возглавляемых Соединёнными Штатами Америки и отправил свои вооружённые силы в Ирак. В ходе вооружённых действий Египет потерял убитыми 11 солдат, ещё 74 получили ранения.
В 2003 году в Ираке вновь началась война. В июле 2005 года эмиссар Египта в Ираке Ихаб аль-Шариф был похищен и убит инсургентами. 8 октября 2008 года страны договорились возобновить полные дипломатические отношения. В январе 2018 года посол Египта в Ираке сделал заявление, что его страна продолжит всемерно поддерживать правительство Ирака в их борьбе с террористическим подпольем в стране.

## Торговля
В 2001 году Египет был четвертым по величине торговым партнёром Ирака, товарооборот между странами составлял сумму 1,7 млрд. долларов США.